# Bob Kennedy (athlétisme)
Pour les articles homonymes, voir Robert Kennedy (homonymie) et Kennedy.
Bob Kennedy, né le 18 août 1970, est un ancien athlète américain, spécialiste des courses de fond. Il détient encore le record des États-Unis du 5 000 m. En 1996, il a couru le 5 000 m en 12 min 58 s 21, faisant de lui le premier athlète non-Africain à descendre sous les 13 minutes sur cette distance. 

## Palmarès

### Jeux olympiques d'été
- Jeux olympiques d'été de 1992 à Barcelone ( Espagne)
  - 12e sur 5 000 m
- Jeux olympiques d'été de 1996 à Atlanta ( États-Unis)
  - 6e sur 5 000 m

### Championnats du monde d'athlétisme
- Championnats du monde d'athlétisme de 1991 à Tokyo ( Japon)
  - 12e sur 5 000 m
- Championnats du monde d'athlétisme de 1993 à Stuttgart ( Allemagne)
  - éliminé en série sur 5 000 m
- Championnats du monde d'athlétisme de 1995 à Göteborg ( Suède)
  - 7e sur 5 000 m
- Championnats du monde d'athlétisme de 1997 à Athènes ( Grèce)
  - 6e sur 5 000 m
- Championnats du monde d'athlétisme de 1999 à Séville ( Espagne)
  - 9e sur 5 000 m

### Championnats du monde de cross
- Championnats du monde de cross-country 2001 à Ostende ( Belgique)
  -  Médaille de bronze en cross longue distance par équipe